# Зуб Петро Григорович
Зуб Петро Григорович (22 листопада 1932, с. Ковалівка Шишацький район, Полтавська область — 20 жовтня 2007 року) — український письменник, член Національної спілки письменників України, Заслужений працівник культури України, Відмінник народної освіти, лауреат обласної літературної премії ім. М. Коцюбинського. Закінчив Київську державну консерваторію. Викладав музику у вищих та середніх навчальних закладах.

## Життєпис
З дитинства чудово малював, співав, грав на багатьох інструментах, що й визначило його життєвий шлях. Закінчивши семирічку, вступив до Полтавського музичного училища імені М. В. Лисенка. Його однокурсником і другом був Микола Кондратюк — у майбутньому відомий український співак. Поет відвідував літературну студію при редакції «Зоря Полтавщина» — тут було надруковано у 1949 р. його перший вірш «Лісосмуги садимо в степах». Навчаючись у класі домри під орудою чудових педагогів Г. Замая та А. Сідака, водночас опановував вокал, хоровий спів, духові інструменти. Тоді ж захопився фольклористикою.
Студентські роки
Тяжке життя в повоєнні роки змусило хлопця у вільний від навчання час працювати на будівництві. Згодом разом із М. Кондратюком він бере участь у концертах.
По закінченні училища 1951 року деякий час був методистом обласного Будинку народної творчості, розгорнув широку роботу в царині збирання народних пісень. Десятки перлин записав від своєї мами Наталки Михайлівни та від дядька Івана Миколайовича Діденка. Викладав музику та співи у Великосорочинському педучилищі ім. М. В. Гоголя, де він знайомиться з Танею Бедратою, котра згодом стала його дружиною. Після служби в армії знову повернувся на викладацьку роботу в Гадяцькому культурно-освітньому училищі.
Зі спогадів дружини
«Я була комсоргом училища, а Петро Григорович мав доручення від педколективу допомагати мені. Через рік його призвали в армію, ще через рік я закінчила училище й мусила три роки відпрацювати в Луганській області. Та ми не поривали зв'язку й листувалися. Писали один одному мало не щодня — аж поки не побрались. У любові й злагоді ми прожили 53 роки.»
Пісенність його творів приваблювала композиторів. Микола Донець, зокрема, написав пісню «Наш край» (Розцвіла над ставом), яку свого часу співала вся Україна і яка стала народною. Не менш популярною була пісня «Закохалася» цього ж композитора, а Пантелеймон Малиненко написав на текст П. Зуба «Полтавський вальс».

## Твори
Його пісні є в репертуарі багатьох художніх колективів України. Вони виконувались також в Білорусі, Молдові, Чувашії, Польщі, Болгарії, Франції та ін.
Попрацювавши завідувачем секції музики Глухівського педінституту, здобувши вищу освіту в Київській консерваторії ім. П. І. Чайковського, Петро Григорович 1961 року переїздить до Чернігова. Працює старшим викладачем, а потім доцентом Чернігівського педінституту ім. Т. Г. Шевченка, де 20 років завідував кафедрою музики та співів. Сповнений сил і енергії він багато вільного часу приділяє творчості: пише вірші, прозові твори, складає музику, малює художні картини. Його твори публікує республіканська преса. А в столичному видавництві «Веселка» майже підряд в 1975, 1977 і 1979 роках вийшли дитячі книжки «Зоряний баштан», «Золотинка», «Жайворонки».
Згодом у Чернігові видає дві збірки пісень «Голубе Полісся» та «Пісня дзвоника». У них, Петро Григорович, виступив як поет і композитор. Він написав музику як до власних пісень, так і до поетичних творів чернігівських та київських авторів. Друкував також багато збірок оповідань та віршів для дітей та дорослих. Він зібрав і опрацював багато народних пісень на Полтавщині, Сумщині й Чернігівщині, низці їх дав сценічне життя. В редакційно-видавничому відділі обласного управління по пресі з'явилися нові книжки поезії та прози Петра Зуба «Царина душі моєї» (1992), «Рід» (1993), «Не прокляни себе» (1994), «Початок дорог» (1995), у видавничій агенції «Псьол» (смт Шишаки Полтавської обл.), збірка «Хай ще зозуля кує» (1997), «Доля».

## Любов до Чернігова
У своїх творах П. Зуб розповідає про відомих діячів життям та діяльністю, пов'язаних з Чернігівщиною. Згадує Полтавщину, славить «каштановий Чернігів», запам'ятав ніжний «ранок у Карпатах». У 2000 році вийшла книга «Золота спадщина», в якій автор висвітлює життєвий та творчий шлях одного з найталановитіших хормейстерів, фольклористів Чернігівщини В. І. Полевика. Сотні концертів, творчих вечорів, авторських зустрічей подарував Петро Зуб разом із професійними та самодіяльними артистами, літераторами слухачам та читачам у різних містах і селах України.

## Останні роки життя
У 2005 році Петро Григорович побував на батьківщині. На той час письменник переніс два інфаркти й два інсульти, та все ж таки наважився сісти за кермо автомобіля. Він ніби відчував, що це буде остання зустріч із милою його серцю Полтавщиною. Погостювавши в Ковалівці, збиралися їхати до рідних дружини у Кременчуцький район, коли раптом стався третій інсульт. Його врятували лікарі Шишацької ЦРЛ. Потяглися довгі місяці одужання. Петро Григорович почав ходити, проте рухався йому було дуже важко. Та найгіршим лихом для письменника була втрата зору. Адже він не уявляв свого життя без творчості й продовжував писати. Напружуючи хворі очі користувався лупою, дрібним бісерним почерком мережив на папері рядки своїх творів. Остання книга, яку встиг написати й видати П. Зуб, — повість «Дан і Леля» (2007), до цього побачили світ повісті «Грім», «Бас» та ін. 20 жовтня 2007 року Петра Григоровича не стало.